# Кирил IV
Кирил IV (копт. Ⲡⲁⲡⲁ Ⲁⲃⲃⲁ Ⲕⲩⲣⲓⲗⲗⲟⲩ ⲇ̅; бл. 1816 — 31 січня 1862) — 110-й папа (абба) Александрійський та патріарх усієї Африки при Святому Престолі Святого Марка у 1853—1862 роках. Відомий як «батько реформи» (Абу аль-Іслях) церкви.

## Життєпис
Народився 1816 року в Савамаа (поблизу Ґірґи), отримавши ім'я Давид. Здобув спочатку домашню освіту. У 1838 року став ченцем монастиря Святого Антонія, а 1840 року обирається його настоятелем. 
1851 року був відправлений до Ефіопії за наказом папи Петра VII для посередництва між Абуною Саламою III та його опонентами в Ефіопській церкві, а також запобігти подальшому зростанню симпатій до католицьких місіонерів та їхнього вчення. Перебуваючи в Ефіопії, довідався, що Петро VII помер 1852 року і водночас самого Давида обирають новим папою. Колишній ефіопський ічеге Гебре Маріам, який перебував у Каїрі, щоб домогтися прав ефіопів на монастир в Єрусалимі, використав цю нагоду, щоб чинити тиск на свою справу. Давид внаслідок цього не міг зайняти його місце протягом двох років.
Налагодив гарні відносини з єгипетськими хедівами Аббасом I і Мухаммадом Саїдом. 1855 року домігся того, що з коптів визначення низчих та негідних підданих, вони отримали право служити у війську (для мілітаризовано суспільства Єгипту це свідчило про підсення статусу).
Для пожвавлення релігійного життя, поліпшення освченності коптського духовества заснував Коптський коледж біля собору, який був однією з перших сучасних єгипетських шкіл. Тут викладали арабську, англійську, французьку, турецьку та італійську мови, а також математику, географію та інші світські предмети. Папа часто відвідував заняття та брав участь у дискусіях. За цим заснував першу школу для дівчат і коптську торгову школу в Харет-Ель-Саккаїні. Його школу активно копіювали, тому незабаром по всьому Єгипту з'явилися подібні коптські школи. Він також заснував велику друкарню (стала третьою в Єгипті після заснованої французами і хедівом), де надрукував багато церковних книг та підручників. Наказав зруйнував стару патріаршу церкву, розпочавши на її місце більш величного собору, але не встиг завершити.
1856 року Кирил IV повернувся до Ефіопії на прохання хедіва, що стало першим зафіксованим візитом очільника Коптської церкви до цієї країни. Негус-негусеті Теводрос II неприхильно прийняв папу в грудні того ж року. Коли Кирил IV висловив інтерес до імператорської армії, Теводрос II запідозрив його в шпигунстві і запроторив його разом з Абуною Саламою III в їху будинку. Лише після втручання ефіопського духовенства обидва були звільнені. Під час спалаху суперечок між Абуною та імператором у листопаді 1857 року, що призвело до того, що Абуна Салама III відлучив Теводроса II від церкви, Кирил IV зняв інтердикт проти волі Абуни Салами. 1858 року  він залишив Ефіопію.
Він багато зробив для реформування чернечого життя, канонічного права та сімейного життя. Він встановив, що наречений і наречена повинні були сповідатися і дати присягу перед шлюбом. За його урядування кількість єпископатів церкви збільшилося до 10 до 20 (не враховуючи 2 закордонних).
У своїх стосунках з іншими Церквами він виявив новаторський дух в екуменізмі. Він створив таке справжнє взаєморозуміння з Грецьким Александрійським патріархатом та Російською православною церквою, з якими 1859 року за поеедництва Порфірія Успенського розпочав діалог щодо приєднання Коптської церкви до православних церков. Разом з тим виношував ідею утворення союзу церков Єгипту, куди увійшлиусі християнські представники (католики, копти, яковіти, православні і протестанти). З огляду на це розпочав рух до іконоборства.
Цьому завадила спочатку смерть ахександрійського патріарха Каллініка Олімпійського у травні 1861 року, а потім смерть самого папи Кирила IV у січні 1862 року. Задеякими свідченнями його було отруєно Кирилом, митрополитом Вірменської апостольської церкви в Єгипті. Наступником став Демітрій II.